# Keokee
Keokee è un census-designated place (CDP) degli Stati Uniti d'America, situato nello stato della Virginia, nella contea di Lee.